# Gottfried Kirch
Gottfried Kirch (født 18. december 1639 i Guben, død 25. juli 1710 i Berlin) var en tysk astronom.
Kirch blev 1700 astronom ved det nygrundede akademi i Berlin, hvor han 1706 byggede et observatorium. I sit praktisk-astronomiske arbejde blev Kirch flittig hjulpet af sin hustru Maria Margarethe Kirch (1670—1720), der opdagede kometen fra 1702 og efter sin mands død beregnede kalendere for Breslau, Nürnberg, Dresden og Ungarn, og sin søn Christfried Kirch (1694—1740), der 1717 blev akademiets astronom og fortsatte sin faders Ephemeriden.